# メリーゴーランド (映画)
『メリーゴーランド』（イタリア語: L'ultima neve di primavera、国際的には 英語: The Last Snows of Springとして知られる）は、1973年に公開されたイタリアのドラマ映画。監督、脚本はライモンド・デル・バルツォ。
映画は興行的にヒットし子役俳優レナート・チェスティエを有名にした。

## あらすじ
子供より仕事という、仕事人間の父親と暮らす白血病の10歳の少年が、死期を前にして念願だったメリーゴーランドに乗せてもらって、父の胸の中で息絶える哀話。

## キャスト
| 役名         | 俳優                     | 日本語吹替                                                          |
| 役名         | 俳優                     | テレビ朝日版                                                        |
| ------------ | ------------------------ | ------------------------------------------------------------------- |
| ロベルト     | ベキム・フェムミ         | 大出俊                                                              |
| ベロニカ     | アゴスティーナ・ベリ     | 上田みゆき                                                          |
| ルカ         | レナート・チェスティエ   | 難波克弘                                                            |
| ステファネラ | マルゲリータ・メランドリ | 冨永みーな                                                          |
| 不明 その他  |                          | 京田尚子 宮内幸平 国坂伸 松永大 小川真司 北村弘一 平林尚三 山田礼子 |
|              |                          |                                                                     |
| 演出         | 演出                     | 山田悦司                                                            |
| 翻訳         | 翻訳                     | 入江敦子                                                            |
| 効果         | 効果                     | サウンド・ハーモニー                                                |
| 調整         | 調整                     | 山田太平                                                            |
| 制作         | 制作                     | ニュージャパンフィルム                                              |
| 解説         | 解説                     | 淀川長治                                                            |
| 初回放送     | 初回放送                 | 1980年5月18日 『日曜洋画劇場』                                      |